# Соболевський Володимир Євгенійович
Володимир Євгенійович Соболевський (нар. 1 січня 1976, Моршин) — український лікар-стоматолог, імплантолог, громадський діяч, волонтер, військовий медик. Засновник стоматологічної клініки у місті Черкаси. Учасник медичної евакуації поранених із зони бойових дій під час повномасштабного вторгнення Росії в Україну.

## Біографія
Народився 1 січня 1976 року в місті Моршин Львівської області. У 1993 році закінчив Леськівську середню школу Черкаського району. Вищу освіту здобув у Івано-Франківській медичній академії, яку закінчив у 1999 році за спеціальністю «Стоматологія».
Проходив стажування в клініках Києва, Львова, Полтави, а також за кордоном — у Німеччині, Ізраїлі, Австрії, Швейцарії, Литві та Бразилії.

## Професійна діяльність

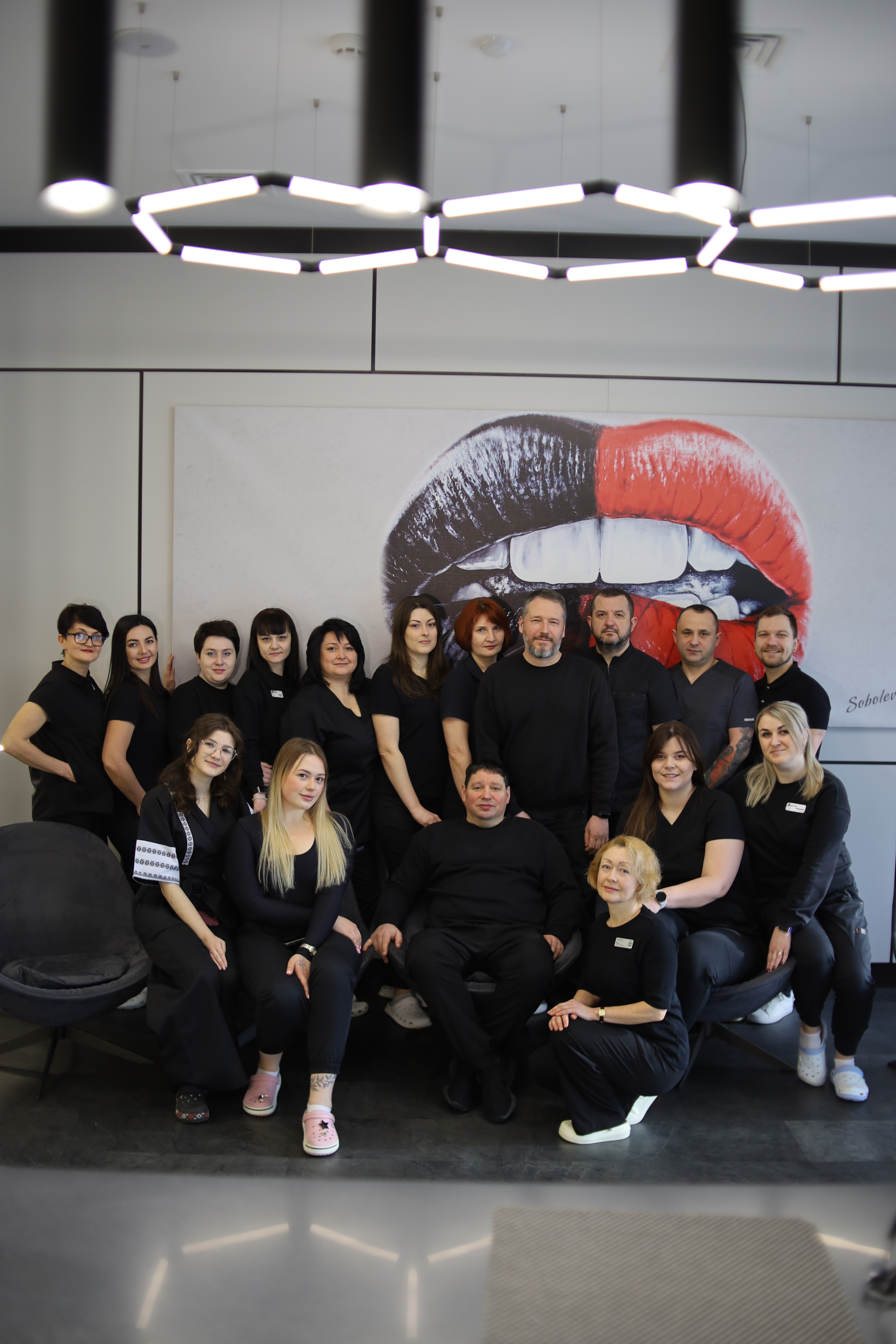

У 2005 році відкрив приватну стоматологічну клініку у Черкасах. Основні напрями — дентальна імплантація, ортодонтія, естетична стоматологія, протезування. За час практики встановив понад 25 000 дентальних імплантатів.
Є членом Асоціації імплантологів України та міжнародної організації International Team for Implantology (ITI). Є опініон-лідером українських імплантатів Asper, співпрацює з компаніями Bauer's Implants та Bauer's Medical Group. Бере участь у стоматологічних конференціях і форумах.

## Волонтерська діяльність
Після початку повномасштабного вторгнення РФ в Україну у 2022 році долучився до волонтерської роботи. Заснував медичну службу евакуації поранених з передової. Здійснює виїзди в зону бойових дій, організовує збори коштів на потреби ЗСУ, зокрема на автомобілі, медичне обладнання та засоби порятунку.
У перервах між виїздами проводить навчальні лекції та майстер-класи, кошти з яких передає на потреби фронту.

## Нагороди
За професійну, благодійну та волонтерську діяльність нагороджений:
- Орден святого Пантелеймона
- Відзнака святителя-хірурга Луки
- Орден Покрова Пресвятої Богородиці
- Медаль «За сприяння охороні державного кордону України»
- Медаль «За доброчинність»
- Почесний нагрудний знак «За сприяння війську»
- Нагрудний знак «Волонтер України»
- Відзнака «За збережені життя»

## У медіа
Його волонтерська діяльність висвітлюється в українських ЗМІ, серед яких: «Суспільне Черкаси», «Вікна-новини», «18000», «Прочерк» тощо.